# Пйотр Совіш
Пйотр Совіш (пол. Piotr Sowisz; нар. 10 вересня 1971, Водзіслав-Шльонський, Польща) — польський футболіст та тренер, виступав на позиції захисника.

## Кар'єра гравця
Футбольну кар'єру розпочав у 1989 році в клубі «Одра» (Водзіслав-Шльонський), кольори якого захищав до кінця 2000 року. У 2001 році перейшов японського клубу «Кіото Санга». Зіграв 21 матч та відзначився 1 голом. По ходу сезону залишив розташування «Кіото» та повернувся до Польщі, але через те, що в японському чемпіонаті не передбачалася можливість заявляти та відзаявляти гравця по ходу сезону, вважався гравцем «Кіото Санга», через що залищався без ігрової практики. У 2002 році знову виступав в «Одрі», але по ходу сезону перейшов до «Тлуки» (Гуржице). Загалом в Екстраклясі зіграв 108 матчів та відзначився 4-а голами. З 2003 по 2008 рік захищав кольори нижчолігових клубів «Світ» (Новий-Двір-Мазовецький), «Пржишлошц» (Рогув), «Старт» (Мшана) та «Гослав» (Єдловник). Наприкінці 2008 року завершив кар'єру футболіста.

## Кар'єра тренера
По завершенні кар'єри гравця розпочав тренерську діяльність. У квітні 2013 року став тренером третьолігового клубу «Одрі» (Водзіслав-Шльонський).

## Статистика виступів

### Клубна
| Клубні виступи | Клубні виступи | Клубні виступи | Ліга  | Ліга | Кубок            | Кубок            | Кубок ліги      | Кубок ліги      | Загалом | Загалом |
| Сезон          | Клуб           | Ліга           | Матчі | Голи | Матчі            | Голи             | Матчі           | Голи            | Матчі   | Голи    |
| Японія         | Японія         | Японія         | Ліга  | Ліга | Кубок Імператора | Кубок Імператора | Кубок Джей-ліги | Кубок Джей-ліги | Загалом | Загалом |
| -------------- | -------------- | -------------- | ----- | ---- | ---------------- | ---------------- | --------------- | --------------- | ------- | ------- |
| 2001           | Кіото Санга    | Джей-ліга 2    | 11    | 1    | 0                | 0                | 1               | 0               | 12      | 1       |
| Країна         | Японія         | Японія         | 11    | 1    | 0                | 0                | 1               | 0               | 12      | 1       |
| Загалом        | Загалом        | Загалом        | 11    | 1    | 0                | 0                | 1               | 0               | 12      | 1       |